# سيرغي ياشين
سيرغي ياشين (بالروسية: Яшин, Сергей Сергеевич)‏ هو لاعب كرة قدم روسي في مركز الوسط، ولد في 3 يناير 1981 في كالوغا في روسيا. لعب مع دينامو موسكو وشينيك ياروسلافل ونادي ساتورن رامنسكوي ونادي فولغا نيجني نوفغورود.

## روابط خارجية
- سيرغي ياشين على موقع قاعدة بيانات كرة القدم.إي يو (الإنجليزية)

لم يتم العثور على روابط لمواقع التواصل الاجتماعي.